# El veterano
El Veterano es una colección de relatos cortos del escritor y autor de superventas británico Frederick Forsyth. El libro fue publicado en el año 2001 y reúne cinco relatos de intriga que destacan por su ritmo y los giros inesperados de la trama.
Los cinco relatos breves incluidos en la obra son El veterano, Arte puro, El milagro, El ciudadano y Brisa Susurrante. Las historias están ambientadas en diferentes lugares y épocas, como los Estados Unidos de 1876, la Siena de 1975 o el Londres de finales del siglo XX.